# Robert Hiltzik
Robert C. Hiltzik é um diretor de cinema, roteirista, produtor cinematográfico e advogado norte-americano. Ele tornou-se conhecido por escrever e dirigir o filme de terror Sleepaway Camp (1983), que é considerado uma produção cult.

## Primeiros anos e educação
Por volta do início da década de 1980, Hiltzik formou-se com especialização em economia e química no Williams College em Massachusetts. Seguindo a recomendação de um amigo estudante de cinema, ele se inscreveu na Escola de Pós-Graduação em Cinema da Universidade de Nova Iorque, onde graduou-se com um mestrado em artes plásticas em junho de 1982.
Anos mais tarde, ele frequentou a escola jurídica da Universidade Hofstra e começou a exercer a advocacia em 1993.

## Carreira
Em 1982, durante um hiato de um ano entre a formatura no Williams College e o curso na Universidade de Nova Iorque, Hiltzik escreveu, produziu e dirigiu seu primeiro longa-metragem, Sleepaway Camp, um slasher ambientado num acampamento de verão frequentado por jovens. Com um orçamento de 350 mil dólares, o filme arrecadou 11 milhões de dólares quando lançado nos cinemas em 1983. Na época, o longa teve uma recepção amplamente negativa da crítica especializada, porém, conseguiu muitos admiradores ao longo dos anos, principalmente pelo seu final controverso e por suscitar discussões sobre sexualidade e transgeneridade.
Após esse primeiro trabalho, Hiltzik afastou-se do cinema e passou a trabalhar como sócio num escritório de advocacia em Nova Iorque. Ele não sabia que seu filme havia se tornado cult até março de 2000, quando foi contatado por Jeff Hayes, criador do website da franquia Sleepaway Camp, que providenciou para que ele gravasse um comentário para o primeiro lançamento em DVD do filme. Depois de algumas sequências escritas e dirigidas por outros cineastas, Hiltzik sentiu-se motivado a roteirizar e dirigir um novo filme para a série, Return to Sleepaway Camp, cuja produção foi iniciada em 2003. Ele decidiu que esse novo capítulo ignoraria o enredo das outras sequências e continuaria de onde o filme original havia terminado. Após cinco anos de produção interrompida, o filme foi lançado direto para vídeo em 2008.

## Vida pessoal
Hiltzik é casado com Michele Tatosian, produtora de Sleepaway Camp que também contribuiu significativamente para a criação do filme. Eles começaram a namorar durante as filmagens, casaram-se pouco tempo depois do encerramento da produção e tiveram três filhas.

## Filmografia
| Ano  | Título                                | Diretor | Escritor | Produtor | Notas                | Ref.   |
| ---- | ------------------------------------- | ------- | -------- | -------- | -------------------- | ------ |
| 1983 | Sleepaway Camp                        | Sim     | Sim      | Sim      | Produção executiva   | [ 2 ]  |
| 1988 | Sleepaway Camp II: Unhappy Campers    |         | Sim      |          | Ideia original       | [ 12 ] |
| 1989 | Sleepaway Camp III: Teenage Wasteland |         | Sim      |          | Ideia original       | [ 13 ] |
| 2008 | Return to Sleepaway Camp              | Sim     | Sim      | Sim      | Diretamente em vídeo | [ 2 ]  |
| 2016 | Toxic Tutu                            |         |          | Sim      | Produção executiva   | [ 14 ] |

- Pequeno trabalho de atuação (cameo) no curta-metragem Grandma's Secret Recipe (2002), de Jeff Hayes.[1][15]